# 兰伟杰
兰伟杰，中国人民解放军少将。
曾任总后勤部基建营房部工程管理局局长，是谷俊山老部下。后升任湖北省军区副司令员，2013年卸任，因犯受贿罪、巨额财产来源不明罪和非法持有枪支、弹药罪，2015年1月广州军区军事法院判处無期徒刑。